# Newe Jamin
Newe Jamin (hebr. נווה ימין) – moszaw położony w samorządzie regionu Derom ha-Szaron, w Dystrykcie Centralnym, w Izraelu.
Leży na równinie Szaron, w otoczeniu miast Kefar Sawa i Hod ha-Szaron, miasteczka Dżaldżulja, kibucu Nir Elijjahu, moszawów Sede Chemed i Eliszama, oraz wioski Mattan. Na północny wschód od wioski przebiega granica terytoriów Autonomii Palestyńskiej, która jest strzeżona przez mur bezpieczeństwa. Po stronie palestyńskiej znajduje się miasto Kalkilja.

## Historia
Pierwotnie w miejscu tym znajdowała się arabska wioska Kafr Saba, która została zniszczona i wyludniona podczas wojny 1948. Współczesny moszaw został założony w 1950 przez żydowskich imigrantów z Grecji, Libii, Iraku i Afryki Północnej. Nazwa nawiązuje do postaci biblijnej Beniamina.
28 listopada 2000 palestyński terrorysta-samobójca z Hamasu wysadził się na stacji benzynowej przy wjeździe do moszawu. W zamachu zginęło 2 Izraelczyków, a 4 zostało rannych.

## Kultura i sport
W moszawie jest ośrodek kultury oraz boisko do piłki nożnej.

## Gospodarka
Gospodarka moszawu opiera się na intensywnym rolnictwie i sadownictwie.
Znajduje się tutaj zakład Ben-Or Plastic Ltd. produkujący plastikowe zabawki, części oraz akcesoria samochodowe. Firma Top Gun Outdoor Ltd. specjalizuje się w imporcie specjalistycznego sprzętu wojskowego, który jest dostarczany również do wolnej sprzedaży dla cywilów. Firma Lead Technology Ltd. jest producentem mechanicznych urządzeń do pakowania.

## Turystyka

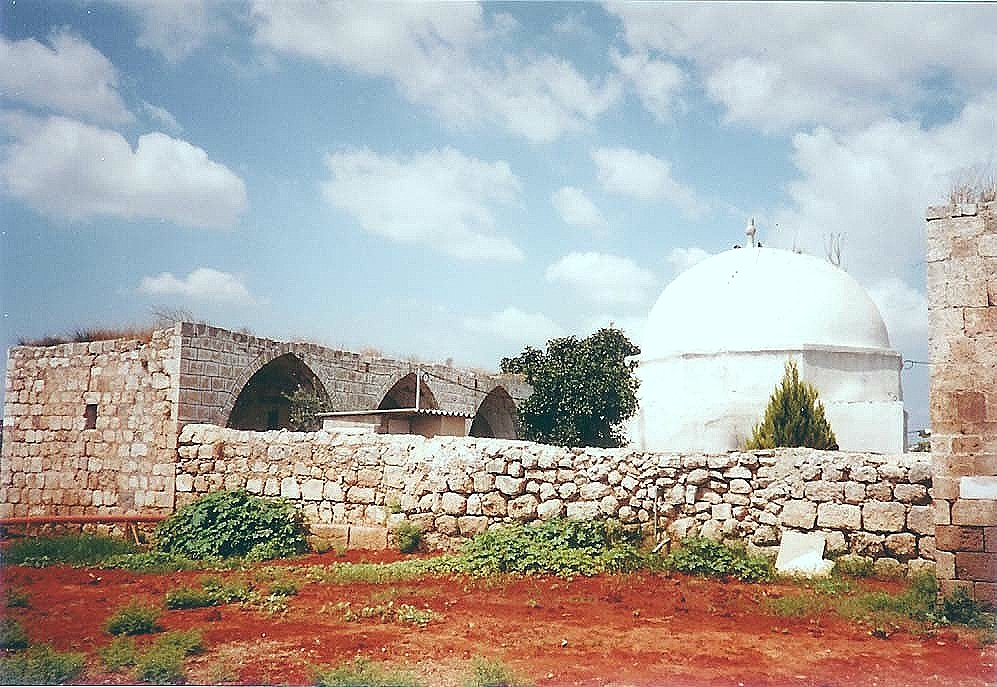
Grobowiec Beniamina

Największą tutejszą atrakcją jest grobowiec patriarchy Beniamina, do którego regularnie przyjeżdża wielu Żydów w celach modlitewnych. Historycy jednak przypuszczają, że w rzeczywistości budowla ta była turecką łaźnią publiczną. Wzniesiono ją w XV wieku.

## Komunikacja
Na wschód od moszawu przebiega autostrada nr 6, brak jednak możliwości bezpośredniego wjazdu na nią. Przez moszaw przejeżdża droga nr 5443, którą jadąc na wschód dojeżdża się do drogi nr 444 , lub jadąc na zachód dojeżdża się do drogi ekspresowej nr 55  (Kefar Sawa-Nablus) i miasta Kefar Sawa. Drogą ekspresową nr 55 jadąc na północny wschód wjeżdża się na terytorium Zachodniego Brzegu, a jadąc na południowy zachód dojeżdża się do drogi ekspresowej nr 40  (Kefar Sawa-Ketura). Natomiast drogą nr 444 jadąc na północ dojeżdża się do drogi ekspresowej nr 55, lub jadąc na południe dojeżdża się do moszawu Sede Chemed.